# گمینا کاژمیش بیسکوپی
گمینا کاژمیش بیسکوپی (لهستانی: Gmina Kazimierz Biskupi؛ [kaˈʑimjɛʂ]) یک گمینا در لهستان است که در شهرستان کونگن واقع شده‌است. گمینا کاژمیژ بیسکوپی ۱۰۷٫۹۶ کیلومتر مربع مساحت و ۱۰٬۴۵۹ نفر جمعیت دارد.